# Codici aeroportuali IATA - Y

## Y
- YAA Aeroporto civile, Anahim Lake (Columbia Britannica), Canada
- YAB Aeroporto civile, Arctic Bay (Nunavut), Canada
- YAC Aeroporto civile, Cat Lake (Ontario), Canada
- YAD Aeroporto civile, Moose Lake, (Manitoba), Canada
- YAF Aeroporto civile, Asbestos Hill, Canada
- YAG Aeroporto civile, Fort Frances (Ontario), Canada
- YAH Aeroporto civile, La Grande-4 (Québec), Canada
- YAI Aeroporto civile General Bernardo O'Higgins, Chillán, Cile
- YAJ Aeroporto civile, Lyall Harbour (Columbia Britannica), Canada
- YAK Aeroporto civile, Yakutat (Alaska), Stati Uniti d'America
- YAL Aeroporto civile, Alert Bay (Columbia Britannica), Canada
- YAM Aeroporto civile, Sault Sainte Marie (Ontario), Canada
- YAN Aeroporto civile, Yangambi, Repubblica Democratica del Congo
- YAO Aeroporto civile, Yaoundé, Camerun
- YAP Aeroporto Yap International, Yap, Stati Federati di Micronesia
- YAQ Aeroporto civile, Maple Bay (Columbia Britannica), Canada
- YAR Aeroporto civile, Lagrande 3, Canada
- YAS Aeroporto civile, Yasawa, Figi
- YAT Aeroporto civile, Atlawapiskat (Ontario), Canada
- YAV Aeroporto civile, Miner's Bay (Columbia Britannica), Canada
- YAW Eliporto militare, Shearwater, Nuova Scozia, Canada
- YAX Aeroporto civile Angling Lake/Wapekeka, Angling Lake (Ontario), Canada
- YAY Aeroporto Saint Anthony, Saint Anthony, (Terranova e Labrador), Canada
- YAZ Aeroporto Tofino, Tofino (Columbia Britannica), Canada
- YBA Aeroporto civile, Banff (Alberta), Canada
- YBB Aeroporto civile, Kugaaruk (Nunavut), Canada
- YBC Aeroporto civile, Baie-Comeau, Québec, Canada
- YBE Aeroporto civile, Uranium City (Saskatchewan), Canada
- YBF Aeroporto civile, Bamfield, Canada
- YBG Aeroporto militare/civile, Bagotville (Québec), Canada
- YBH Aeroporto civile, Bull Harbour, Canada
- YBI Aeroporto civile, Black Tickle (Terranova e Labrador), Canada
- YBJ Aeroporto civile, Baie Johan Beetz, Canada
- YBK Aeroporto civile, Baker Lake (Nunavut), Canada
- YBL Aeroporto Municipale di Campbell River, Campbell River (Columbia Britannica), Canada
- YBM Aeroporto civile, Bronson Creek, Canada
- YBO Aeroporto civile, Bobquinn Lake, Canada
- YBP Aeroporto civile, Yibin, Cina
- YBQ Aeroporto civile, Telegraph Harbour (Columbia Britannica), Canada
- YBR Aeroporto civile, Brandon (Manitoba), Canada
- YBT Aeroporto Brochet, Brochet (Manitoba), Canada
- YBV Aeroporto civile, Berens River (Manitoba), Canada
- YBW Aeroporto civile, Bedwell Harbor (Columbia Britannica), Canada
- YBX Aeroporto civile, Lourdes Le Blanc Sablon (Québec), Canada
- YBY Aeroporto civile, Bonnyville, Canada
- YCA Aeroporto civile, Courtenay (Columbia Britannica), Canada
- YCB Aeroporto civile, Cambridge Bay (Nunavut), Canada
- YCC Aeroporto Regionale Cornwall, Cornwall (Ontario), Canada
- YCD Aeroporto Cassidy, Nanaimo (Columbia Britannica), Canada
- YCE Aeroporto civile, Centralia (Ontario), Canada
- YCF Aeroporto civile, Cortes Bay, Canada
- YCG Aeroporto civile, Castlegar (Columbia Britannica), Canada
- YCH Aeroporto civile, Miramichi (Nuovo Brunswick), Canada, ex Aeroporto militare della base di Chatham
- YCI Aeroporto civile, Caribou Island (Ontario), Canada
- YCJ Aeroporto civile, Cape St. James, Canada
- YCK Aeroporto civile, Colville Lake (Territori del Nord-Ovest), Canada
- YCL Aeroporto Charlo, Charlo (Nuovo Brunswick), Canada
- YCM Aeroporto civile, St. Catharines, Canada
- YCN Aeroporto civile, Cochrane (Ontario) (Ontario), Canada
- YCO Aeroporto civile, Kugluktuk (Nunavut), Canada
- YCP Aeroporto civile, Blue River, Canada
- YCQ Aeroporto civile, Chetwynd, Canada
- YCR Aeroporto civile, Cross Lake (Manitoba), Canada
- YCS Aeroporto civile, Chesterfield Inlet (Nunavut), Canada
- YCU Aeroporto civile, Cullaton Lake, Canada
- YCV Aeroporto civile, Cartierville, Canada
- YCW Aeroporto Chilliwack, Chilliwack (Columbia Britannica), Canada
- YCX Eliporto militare di Gagetown, Oromocto (Nuovo Brunswick), Canada
- YCY Aeroporto civile, Clyde River (Nunavut), Canada
- YCZ Aeroporto civile, Fairmount Hot Springs (Columbia Britannica), Canada
- YDA Aeroporto civile, Dawson City (Yukon), Canada
- YDB Aeroporto Burwash, Burwash Landing (Yukon), Canada
- YDC Aeroporto civile Drayton Valley Industrial, Drayton Valley, Canada
- YDE Aeroporto civile, Paradise River (Terranova e Labrador), Canada
- YDF Aeroporto civile, Deer Lake (Terranova e Labrador), Canada
- YDG Aeroporto civile regionale Digby/Annapolis, Digby (Nuova Scozia), Canada
- YDI Aeroporto civile, Davis Inlet (Terranova e Labrador), Canada
- YDK Aeroporto civile, Main Duck Island, Canada
- YDL Aeroporto civile, Dease Lake (Columbia Britannica), Canada
- YDN Aeroporto civile, Dauphin (Manitoba), Canada
- YDO Aeroporto civile, Dolbeau Methode, Canada
- YDP Aeroporto civile, Nain (Terranova e Labrador), Canada
- YDQ Aeroporto civile, Dawson Creek (Columbia Britannica), Canada
- YDR Aeroporto civile, Broadview (Saskatchewan), Canada
- YDS Aeroporto civile, Desolation Sound (Columbia Britannica), Canada
- YDT Aeroporto civile Vancouver/Boundary Bay, Delta, Canada
- YDV Aeroporto civile, Bloodvein, Canada
- YDX Aeroporto civile, Doc Creek, Canada
- YEA Qualunque aeroporto di Edmonton (Alberta), Canada
- YEC Aeroporto civile, Yechon, Corea del Sud
- YED Aeroporto militare Namao Military Field, Edmonton (Alberta), Canada
- YEG Aeroporto Internazionale di Edmonton, Edmonton, (Alberta), Canada
- YEI Aeroporto civile, Yenişehir, Turchia
- YEK Aeroporto Arviat, Eskimo Point (Nunavut), Canada
- YEL Aeroporto civile, Elliot Lake (Ontario), Canada
- YEN Aeroporto civile, Estevan (Saskatchewan), Canada
- YEO Aeroporto civile, Yeovilton, Regno Unito
- YEP Aeroporto civile, Estevan Point (Columbia Britannica), Canada
- YEQ Aeroporto civile, Yenkis, Papua Nuova Guinea
- YER Aeroporto civile, Fort Severn (Ontario), Canada
- YET Aeroporto civile, Edson (Alberta), Canada
- YEU Aeroporto civile, Eureka (Nunavut), Canada
- YEV Aeroporto civile, Inuvik (Territori del Nord-Ovest), Canada
- YEY Aeroporto civile, Amos (Québec), Canada
- YFA Aeroporto civile, Fort Albany (Ontario), Canada
- YFB Aeroporto civile, Iqaluit (Nunavut), Canada
- YFC Aeroporto Municipale di Fredericton, Fredericton (Nuovo Brunswick), Canada
- YFE Aeroporto Forestville, Forestville (Québec), Canada
- YFG Aeroporto civile, Fontanges, Canada
- YFH Aeroporto civile, Fort Hope (Ontario), Canada
- YFL Aeroporto civile, Fort Reliance, Canada
- YFO Aeroporto civile, Flin Flon (Manitoba), Canada
- YFR Aeroporto civile, Fort Resolution (Territori del Nord-Ovest), Canada
- YFS Aeroporto civile, Fort Simpson (Territori del Nord-Ovest), Canada
- YFX Aeroporto civile, Fox Harbour (Terranova e Labrador), Canada
- YGA Aeroporto civile, Gagnon (Québec), Canada
- YGB Aeroporto civile, Gillies Bay (Columbia Britannica), Canada
- YGE Aeroporto civile, Gorge Harbor, Canada
- YGG Idroscalo di Ganges (Columbia Britannica), Canada
- YGH Aeroporto civile, Fort Good Hope (Territori del Nord-Ovest), Canada
- YGJ Aeroporto civile, Yonago, Giappone
- YGK Aeroporto Norman Rogers, Kingston (Ontario), Canada
- YGL Aeroporto civile La Grande Rivière, Radisson (Québec), Canada
- YGM Aeroporto Industrial Park, Gimli (Manitoba), Canada
- YGN Aeroporto civile, Greenway Sound, Canada
- YGO Aeroporto civile, Gods Narrows (Manitoba), Canada
- YGP Aeroporto civile, Gaspé (Québec), Canada
- YGQ Aeroporto civile, Geraldton (Ontario), Canada
- YGR Aeroporto delle isole della Maddalena, Isole della Maddalena (Québec), Canada
- YGS Aeroporto civile, Germansen, Canada
- YGT Aeroporto civile, Igloolik (Nunavut), Canada
- YGV Aeroporto civile, Havre-Saint-Pierre (Québec), Canada
- YGW Aeroporto civile, Kuujjuarapik (Québec), Canada
- YGX Aeroporto civile, Gillam (Manitoba), Canada
- YGY Aeroporto Water Aerodrome, Deception (Québec), Canada
- YGZ Aeroporto civile, Grise Fiord (Nunavut), Canada
- YHA Aeroporto civile, Port Hope Simpson (Terranova e Labrador), Canada
- YHB Aeroporto civile, Hudson Bay (Saskatchewan), Canada
- YHC Aeroporto civile, Hakai Pass, Canada
- YHD Aeroporto regionale di Dryden, Dryden (Ontario), Canada
- YHE Aeroporto civile, Hope (Columbia Britannica), Canada
- YHF Aeroporto civile, Hearst (Ontario), Canada
- YHG Aeroporto civile, Charlottetown (Terranova e Labrador), Canada
- YHH Idroscalo di Campbell River (Columbia Britannica), Canada
- YHI Aeroporto civile, Holman Island (Territori del Nord-Ovest), Canada
- YHK Aeroporto civile, Gjoa Haven (Nunavut), Canada
- YHM Aeroporto Internazionale John C. Munro Hamilton, Hamilton (Ontario), Canada
- YHN Aeroporto civile, Horneypayne (Ontario), Canada
- YHO Aeroporto civile, Hopedale (Terranova e Labrador), Canada
- YHP Aeroporto civile, Poplar Hill (Ontario), Canada
- YHR Aeroporto civile, Chevery (Québec), Canada
- YHS Aeroporto civile, Sechelt (Columbia Britannica), Canada
- YHT Aeroporto civile, Haines Junction, Yukon, Canada
- YHU Aeroporto Montréal-Saint-Hubert, Montréal (Québec), Canada
- YHY Aeroporto civile, Hay River (Territori del Nord-Ovest), Canada
- YHZ Aeroporto Internazionale di Halifax, Halifax (Nuova Scozia), Canada
- YIB Aeroporto municipale Atikokan, Atikokan (Ontario), Canada
- YIF Aeroporto civile, Pakuashipi (Québec), Canada
- YIG Aeroporto civile, Big Bay Marina, Canada
- YIH Aeroporto civile, Yichang, Cina
- YIK Aeroporto civile, Ivujivik (Québec), Canada
- YIN Aeroporto civile, Yining, Cina
- YIO Aeroporto civile, Pond Inlet (Nunavut), Canada
- YIP Aeroporto Willow Run, Detroit, Stati Uniti d'America
- YIV Aeroporto civile, Island Lake (Manitoba), Canada
- YIW Aeroporto civile, Yiwu, Cina
- YIX Aeroporto civile, Port Radium, Canada
- YJA Aeroporto civile, Jasper (Alberta), Canada
- YJF Aeroporto Fort Liard, Fort Liard, Canada
- YJN Aeroporto St. Jean, Saint-Jean-sur-Richelieu (Québec), Canada
- YJO Aeroporto civile, Johnny Mountain, Canada
- YJT Aeroporto Stephenville, Stephenville (Terranova e Labrador), Canada
- YKA Aeroporto Fulton Field, Kamloops (Columbia Britannica), Canada
- YKC Aeroporto civile, Collins Bay, Canada
- YKD Aeroporto civile, Kincardine, Canada
- YKE Aeroporto civile, Knee Lake, Canada
- YKF Aeroporto internazionale della Regione di Waterloo, Kitchener (Ontario), Canada
- YKG Aeroporto civile, Kangirsuk (Québec), Canada
- YKJ Aeroporto civile, Key Lake, Canada
- YKK Aeroporto civile, Kitkatla (Columbia Britannica), Canada
- YKL Aeroporto civile, Schefferville (Québec), Canada
- YKM Aeroporto Yakima Air Terminal, Yakima (Washington), Stati Uniti d'America
- YKN Aeroporto civile, Yankton (Dakota del Sud), Stati Uniti d'America
- YKQ Aeroporto civile, Washganish (Québec), Canada
- YKS Aeroporto civile, Jakutsk, Russia
- YKT Aeroporto civile, Klemtu, Canada
- YKU Aeroporto civile, Chisasibi (Québec), Canada
- YKX Aeroporto civile, Kirkland Lake, Canada
- YKY Aeroporto civile, Kindersley (Saskatchewan), Canada
- YKZ Aeroporto di Toronto/Buttonville, Buttonville/Markham (Ontario), Canada
- YLA Aeroporto civile, Langara (Columbia Britannica), Canada
- YLB Aeroporto civile, Lac Biche, Canada
- YLC Aeroporto civile, Kimmirut/Lake Harbour (Nunavut), Canada
- YLD Aeroporto civile, Chapleau (Ontario), Canada
- YLE Aeroporto civile, Lac La Martre (Territori del Nord-Ovest), Canada
- YLF Aeroporto civile, Laforges, Canada
- YLG Aeroporto civile, Yalgoo, Australia
- YLH Aeroporto civile, Lansdowne House (Ontario), Canada
- YLI Aeroporto Raudaskyla, Ylivieska, Finlandia
- YLJ Aeroporto civile, Meadow Lake (Saskatchewan), Canada
- YLL Aeroporto civile, Lloydminster (Alberta), Canada
- YLM Aeroporto civile, Clinton Creek, Canada
- YLN Aeroporto civile, Yilan, Cina
- YLP Aeroporto civile, Mingan, Canada
- YLQ Aeroporto civile, La Tuque (Québec), Canada
- YLR Aeroporto civile, Leaf Rapids (Manitoba), Canada
- YLS Aeroporto civile, Lebel-sur-Quevillon (Québec), Canada
- YLT Aeroporto civile, Alert, Canada
- YLW Aeroporto Internazionale di Kelowna, Columbia Britannica, Canada
- YMA Aeroporto civile, Mayo (Yukon), Canada
- YMB Aeroporto civile, Merrit, (Columbia Britannica), Canada
- YMC Aeroporto civile, Maricourt, Canada
- YMD Aeroporto civile, Mould Bay (Territori del Nord-Ovest), Canada
- YME Aeroporto civile, Matane, Canada
- YMF Aeroporto civile, Montague Harbor, Canada
- YMG Aeroporto civile, Manitouwadge (Ontario), Canada
- YMH Aeroporto civile, Mary's Harbour (Terranova e Labrador), Canada
- YMI Aeroporto civile, Minaki, Canada
- YMJ Aeroporto militare della base CFB Moose Jaw, Moose Jaw (Saskatchewan), Canada
- YML Aeroporto civile, Murray Bay (Québec), Canada
- YMM Aeroporto civile, Fort McMurray (Alberta), Canada
- YMN Aeroporto civile, Makkovik (Terranova e Labrador), Canada
- YMO Aeroporto civile, Moosonee (Ontario), Canada
- YMP Aeroporto civile, Port McNeill (Columbia Britannica), Canada
- YMQ Qualunque aeroporto di Montréal (Québec), Canada
- YMS Aeroporto M.B. Rengifo, Yurimaguas, Perù
- YMT Aeroporto Chapais, Chibougamau (Québec), Canada
- YMX Aeroporto Internazionale di Montréal-Mirabel, Canada
- YNA Aeroporto civile, Natashquan (Québec), Canada
- YNB Aeroporto di Yanbu-Principe Abd al-Muhsin bin Abd al-Aziz, Yanbuʿ, Arabia Saudita
- YNC Aeroporto civile, Wemindji (Québec), Canada
- YND Aeroporto civile Gatineau-Ottawa, Gatineau (Québec), Canada
- YNE Aeroporto civile, Norway House (Manitoba), Canada
- YNG Aeroporto Youngstown Municipal, Youngstown (Ohio), Stati Uniti d'America
- YNH Aeroporto civile, Hudson Hope, Canada
- YNI Aeroporto civile, Nitchequon (Québec), Canada
- YNJ Aeroporto civile, Yanji, Cina
- YNK Aeroporto civile, Baia di Nootka, Canada
- YNL Aeroporto civile, Pointsnorth Landing (Saskatchewan), Canada
- YNM Aeroporto civile, Matagami (Québec), Canada
- YNO Aeroporto civile, North Spirit Lake (Ontario), Canada
- YNR Aeroporto civile, Arnes, Canada
- YNS Aeroporto civile, Nemiscau (Québec), Canada
- YNT Aeroporto civile, Yantai, Cina
- YOC Aeroporto civile, Old Crow (Yukon), Canada
- YOD Aeroporto militare della base di Cold Lake (Alberta), Canada
- YOE Aeroporto civile, Falher, Canada
- YOG Aeroporto civile, Ogoki, Canada
- YOH Aeroporto civile, Oxford House (Manitoba), Canada
- YOJ Aeroporto civile, High Level (Alberta), Canada
- YOK Aeroporto civile, Yokohama, Giappone
- YOL Aeroporto civile, Yola, Nigeria
- YOO Aeroporto civile, Oshawa, Canada
- YOP Aeroporto civile, Rainbow Lake (Alberta), Canada
- YOW Aeroporto Internazionale di Ottawa-Macdonald-Cartier, Ottawa (Ontario), Canada
- YOX Aeroporto civile, Yellowknife Rea Point, Canada
- YPA Aeroporto civile, Prince Albert (Saskatchewan), Canada
- YPB Aeroporto civile, Port Alberni (Columbia Britannica), Canada
- YPC Aeroporto civile, Paulatuk (Territori del Nord-Ovest), Canada
- YPD Aeroporto civile, Parry Sound, Canada
- YPE Aeroporto civile, Peace River (Alberta), Canada
- YPF Aeroporto civile, Esquimalt (Columbia Britannica), Canada
- YPG Aeroporto civile Portage-la-Prairie Southport, Portage la Prairie (Manitoba), Canada
- YPH Aeroporto civile, Inukjuak (Québec), Canada
- YPI Aeroporto civile, Port Simpson (Columbia Britannica), Canada
- YPJ Aeroporto civile, Aupaluk (Québec), Canada
- YPL Aeroporto civile, Pickle Lake (Ontario), Canada
- YPM Aeroporto civile, Pikangikum (Ontario), Canada
- YPN Aeroporto civile, Port Menier (Québec), Canada
- YPO Aeroporto civile, Peawanuck (Ontario), Canada
- YPP Aeroporto civile, Pine Point, Canada
- YPQ Aeroporto civile, Peterborough (Ontario), Canada
- YPR Aeroporto Digby Island, Prince Rupert (Columbia Britannica), Canada
- YPS Aeroporto civile, Port Hawkesbury, Canada
- YPT Aeroporto civile, Pender Harbor (Columbia Britannica), Canada
- YPW Aeroporto civile, Powell River (Columbia Britannica), Canada
- YPX Aeroporto civile, Puvirnituq (Québec), Canada
- YPY Aeroporto civile, Fort Chipewyan (Alberta), Canada
- YPZ Aeroporto civile, Burns Lake (Columbia Britannica), Canada
- YQA Aeroporto civile, Muskoka (Ontario), Canada
- YQB Aeroporto Internazionale di Québec-Jean Lesage, Québec, Canada
- YQC Aeroporto civile, Quaqtaq (Québec), Canada
- YQD Aeroporto civile, The Pas (Manitoba), Canada
- YQE Aeroporto civile, Kimberley, Canada
- YQF Aeroporto civile, Red Deer (Alberta), Canada
- YQG Aeroporto civile, Windsor (Ontario), Canada
- YQH Aeroporto civile, Watson Lake (Yukon), Canada
- YQI Aeroporto civile, Yarmouth (Nuova Scozia), Canada
- YQK Aeroporto civile, Kenora (Ontario), Canada
- YQL Aeroporto civile, Lethbridge (Alberta), Canada
- YQM Aeroporto Internazionale di Moncton, Moncton (Nuovo Brunswick), Canada
- YQN Aeroporto Nakina, Nakina (Ontario), Canada
- YQQ Aeroporto militare della Base di Comox (Columbia Britannica), Canada
- YQR Aeroporto Internazionale di Regina, Regina (Saskatchewan), Canada
- YQS Aeroporto civile, St. Thomas, Canada
- YQT Aeroporto civile, Thunder Bay (Ontario), Canada
- YQU Aeroporto civile, Grande Prairie (Alberta), Canada
- YQV Aeroporto civile, Yorkton (Saskatchewan), Canada
- YQW Aeroporto civile, North Battleford (Saskatchewan), Canada
- YQX Aeroporto Internazionale di Gander, Gander (Terranova e Labrador), Canada
- YQY Aeroporto civile, Sydney (Nuova Scozia), Canada
- YQZ Aeroporto civile, Quesnel (Columbia Britannica), Canada
- YRA Aeroporto civile, Rae Lakes (Territori del Nord-Ovest), Canada
- YRB Aeroporto civile, Resolute Bay (Territori del Nord-Ovest), Canada
- YRD Aeroporto civile, Dean River (Columbia Britannica), Canada
- YRE Aeroporto civile, Resolution Island, Canada
- YRF Aeroporto civile, Cartwright (Terranova e Labrador), Canada
- YRG Aeroporto civile, Rigolet (Terranova e Labrador), Canada
- YRI Aeroporto civile, Riviere Du Loup (Québec), Canada
- YRJ Aeroporto civile, Roberval (Québec), Canada
- YRL Aeroporto civile, Red Lake (Ontario), Canada
- YRM Aeroporto civile, Rocky Mountain House (Alberta), Canada
- YRN Aeroporto civile, Rivers Inlet, Canada
- YRO Aeroporto civile Rockcliffe, Ottawa, Canada
- YRQ Aeroporto civile, Trois-Rivières, Canada
- YRR Aeroporto civile, Stuart Island (Columbia Britannica), Canada
- YRS Aeroporto civile, Red Sucker Lake (Manitoba), Canada
- YRT Aeroporto civile, Rankin Inlet (Nunavut), Canada
- YRV Aeroporto civile, Revelstoke (Columbia Britannica), Canada
- YSA Aeroporto civile, Sable Island (Nuova Scozia), Canada
- YSB Aeroporto civile, Sudbury (Ontario), Canada
- YSC Aeroporto civile, Sherbrooke (Québec), Canada
- YSD Aeroporto civile, Suffield (Alberta), Canada
- YSE Aeroporto civile, Swan River (Manitoba), Canada
- YSF Aeroporto civile, Stony Rapids (Saskatchewan), Canada
- YSG Aeroporto civile, Lutselk'e, Canada
- YSH Aeroporto civile, Smith Falls, Canada
- YSI Idroscalo, Sans Souci, Canada
- YSJ Aeroporto civile, Saint John (Nuovo Brunswick), Canada
- YSK Aeroporto civile, Sanikiluaq (Nunavut), Canada
- YSL Aeroporto civile, Saint-Léonard (Nuovo Brunswick), Canada
- YSM Aeroporto civile, Fort Smith (Territori del Nord-Ovest), Canada
- YSN Aeroporto civile, Salmon Arm (Columbia Britannica), Canada
- YSO Aeroporto civile, Postville (Terranova e Labrador), Canada
- YSP Aeroporto civile, Marathon (Ontario), Canada
- YSR Aeroporto Statchona Sound, Nanisivik (Nunavut), Canada
- YST Aeroporto civile, St. Theresa Point (Manitoba), Canada
- YSU Aeroporto civile, Summerside (Isola del Principe Edoardo), Canada
- YSV Aeroporto civile, Saglek, Canada
- YSX Idroscalo Bella Bella/Shearwater, Shearwater (Columbia Britannica), Canada
- YSY Aeroporto civile, Sachs Harbour (Territori del Nord-Ovest), Canada
- YSZ Aeroporto civile, Squirrel Cove, Canada
- YTA Aeroporto civile, Pembroke (Ontario), Canada
- YTB Idroscalo, Hartley Bay (Columbia Britannica), Canada
- YTC Aeroporto civile, Sturdee, Canada
- YTD Aeroporto civile, Thicket Portage, Canada
- YTE Aeroporto civile, Cape Dorset (Nunavut), Canada
- YTF Aeroporto civile, Alma (Québec), Canada
- YTG Aeroporto civile, Sullivan Bay (Columbia Britannica), Canada
- YTH Aeroporto civile, Thompson (Manitoba), Canada
- YTJ Aeroporto civile, Terrace Bay (Columbia Britannica), Canada
- YTK Aeroporto civile, Tulugak, Canada
- YTL Aeroporto civile, Big Trout Lake (Ontario), Canada
- YTN Aeroporto civile, Riviere Au Tonnerre, Canada
- YTO Qualunque aeroporto di Toronto, Canada
- YTP Idroscalo, Tofino (Columbia Britannica), Canada
- YTQ Aeroporto civile, Tasiujaq (Québec), Canada
- YTR Aeroporto Mercer County, Trenton (Ontario), Canada
- YTS Aeroporto civile, Timmins (Ontario), Canada
- YTT Aeroporto civile, Tisdale, Canada
- YTX Aeroporto civile, Telegraph Creek, Canada
- YTZ Billy Bishop Toronto City Airport, Toronto Islands (Ontario), Canada
- YUA Aeroporto civile, Yuanmou, Cina
- YUB Aeroporto Tuktoyaktuk/James Gruben Tuktoyaktuk (Territori del Nord-Ovest), Canada
- YUD Aeroporto civile, Umiujaq (Québec), Canada
- YUE Aeroporto civile, Yuendumu, Australia
- YUF Aeroporto Dewline Site, Pelly Bay (Territori del Nord-Ovest), Canada
- YUH Aeroporto civile, Yellowknife Clinton Point, Canada
- YUI Aeroporto civile, Cape Young (Territori del Nord-Ovest), Canada
- YUJ Aeroporto civile, Lady Franklin Point (Nunavut), Canada
- YUK Aeroporto civile, Byron Bay (Nunavut), Canada
- YUL Aeroporto Internazionale di Montréal-Pierre Elliott Trudeau, Dorval/Montréal, Canada
- YUM Aeroporto Yuma International, Yuma (Arizona), Stati Uniti d'America
- YUN Aeroporto civile, Johnson Point, Canada
- YUR Aeroporto civile, Gladman Point (Nunavut), Canada
- YUT Aeroporto civile, Repulse Bay (Nunavut), Canada
- YUW Aeroporto civile, Dewar Lakes (Territori del Nord-Ovest), Canada
- YUX Aeroporto civile, Hall Beach (Nunavut), Canada
- YUY Aeroporto di Rouyn-Noranda, Rouyn-Noranda (Québec), Canada
- YVA Aeroporto Iconi, Moroni, Comore
- YVB Aeroporto civile, Bonaventure (Québec), Canada
- YVC Aeroporto civile, La Ronge (Saskatchewan), Canada
- YVD Aeroporto civile, Yeva, Papua Nuova Guinea
- YVE Aeroporto civile, Vernon (Columbia Britannica), Canada
- YVG Aeroporto civile, Vermilion (Alberta), Canada
- YVM Aeroporto civile, Qikiqtarjuaq (Québec), Canada
- YVN Aeroporto civile, Cape Dyer (Nunavut), Canada
- YVO Aeroporto civile, Val-d'Or (Québec), Canada
- YVP Aeroporto Fort Chimo, Kuujjuaq (Québec), Canada
- YVQ Aeroporto civile, Norman Wells (Territori del Nord-Ovest), Canada
- YVR Aeroporto Internazionale di Vancouver, Richmond/Vancouver, Canada
- YVT Aeroporto civile, Buffalo Narrows (Saskatchewan), Canada
- YVV Aeroporto civile, Wiarton (Ontario), Canada
- YVZ Aeroporto civile, Deer Lake (Ontario), Canada
- YWA Aeroporto civile, Petawawa, (Ontario), Canada
- YWB Aeroporto Wakeham Bay, Kangiqsujuaq (Québec), Canada
- YWF Aeroporto civile, Halifax Waterfront, Canada
- YWG Aeroporto Internazionale di Winnipeg-James Armstrong Richardson, Winnipeg (Manitoba), Canada
- YWH Aeroporto civile Victoria Inner Harbour, Victoria (Columbia Britannica), Canada
- YWJ Aeroporto civile, Deline (Territori del Nord-Ovest), Canada
- YWK Aeroporto civile, Wabush Lake (Terranova e Labrador), Canada
- YWL Aeroporto civile, Williams Lake (Columbia Britannica), Canada
- YWM Aeroporto civile, Williams Harbour (Terranova e Labrador), Canada
- YWN Aeroporto civile, Winisk, Canada
- YWP Aeroporto civile, Webequie, Canada
- YWR Aeroporto civile, White River, Canada
- YWS Aeroporto civile, Whistler, Canada
- YWY Aeroporto civile, Wrigley (Territori del Nord-Ovest), Canada
- YXC Aeroporto civile, Cranbrook (Columbia Britannica), Canada
- YXD Aeroporto Municipale di Edmonton, Edmonton (Alberta), Canada
- YXE Aeroporto Internazionale di Saskatoon-John G. Diefenbaker, Saskatoon (Saskatchewan), Canada
- YXF Aeroporto civile, Snake River (Yukon), Canada
- YXH Aeroporto civile, Medicine Hat (Alberta), Canada
- YXJ Aeroporto civile, Fort Saint John (Columbia Britannica), Canada
- YXK Aeroporto civile, Rimouski (Québec), Canada
- YXL Aeroporto civile, Sioux Lookout (Ontario), Canada
- YXN Aeroporto civile, Whale Cove (Nunavut), Canada
- YXP Aeroporto civile, Pangnirtung (Nunavut), Canada
- YXR Aeroporto civile, Earlton (Ontario), Canada
- YXS Aeroporto civile, Prince George (Columbia Britannica), Canada
- YXT Aeroporto civile regionale del Nord-Ovest, Terrace/Kitimat (Columbia Britannica), Canada
- YXU Aeroporto Internazionale di London, London (Canada), Canada
- YXX Aeroporto civile, Abbotsford (Columbia Britannica), Canada
- YXY Aeroporto civile, Whitehorse (Yukon), Canada
- YXZ (ICAO: CYXZ) Aeroporto di Wawa, Wawa, Ontario, Canada
- YYA Aeroporto civile Big Bay Yacht Club, Big Bay (Columbia Britannica), Canada
- YYB Aeroporto civile, North Bay (Ontario), Canada
- YYC Aeroporto Internazionale di Calgary, Calgary (Alberta), Canada
- YYD Aeroporto civile, Smithers (Columbia Britannica), Canada
- YYE Aeroporto civile, Fort Nelson, Canada
- YYF Aeroporto civile, Penticton (Columbia Britannica), Canada
- YYG Aeroporto civile, Charlottetown (Isola del Principe Edoardo), Canada
- YYH Aeroporto civile, Taloyak (Nunavut), Canada
- YYI Aeroporto civile, Rivers (Manitoba), Canada
- YYJ Aeroporto Internazionale di Victoria, Victoria (Columbia Britannica), Canada
- YYL Aeroporto civile, Lynn Lake (Manitoba), Canada
- YYM Aeroporto civile, Cowley (Alberta), Canada
- YYN Aeroporto civile, Swift Current (Saskatchewan), Canada
- YYQ Aeroporto civile, Churchill (Manitoba), Canada
- YYR Aeroporto militare della base di Goose Bay (Terranova e Labrador), Canada
- YYT Aeroporto Internazionale di Saint John's, Saint John's (Terranova e Labrador), Canada
- YYU Aeroporto civile, Kapuskasing (Ontario), Canada
- YYW Aeroporto civile, Armstrong (Ontario), Canada
- YYY Aeroporto civile, Mont-Joli (Québec), Canada
- YYZ Aeroporto Internazionale di Toronto-Pearson, Toronto/Mississauga, Canada
- YZA Aeroporto civile, Ashcroft (Columbia Britannica), Canada
- YZC Aeroporto civile, Beatton River, Canada
- YZE Aeroporto Gore Bay-Manitoulin, Gore Bay (Ontario), Canada
- YZF Aeroporto civile, Yellowknife (Territori del Nord-Ovest), Canada
- YZG Aeroporto civile, Salluit (Québec), Canada
- YZH Aeroporto civile, Slave Lake (Alberta), Canada
- YZL Aeroporto civile, Liard River, Canada
- YZM Aeroporto civile, Buchans, Canada
- YZP Aeroporto civile, Sandspit (Columbia Britannica), Canada
- YZR Aeroporto civile, Sarnia, Canada
- YZS Aeroporto civile, Coral Harbour (Nunavut), Canada
- YZT Aeroporto civile, Pont Hardy (Columbia Britannica), Canada
- YZU Aeroporto civile, Whitecourt (Alberta), Canada
- YZV Aeroporto civile, Sept-Îles (Québec), Canada
- YZW Aeroporto civile, Teslin (Yukon), Canada
- YZX Aeroporto militare della Base di Greenwood (Nuova Scozia), Canada

## Aeroporti dismessi
- YWO Aeroporto civile, Lupin Mine (Nunavut), Canada
- YXI Aeroporto Killaloe/Bonnechere, Killaloe (Ontario), Canada

## Stazioni ferroviarie e intermodali
- YBZ Stazione ferroviaria centrale, Toronto, Canada
- YMY Stazione ferroviaria centrale, Montréal, Canada